# Holasteron pusillum
Holasteron pusillum là một loài nhện trong họ Zodariidae.
Loài này thuộc chi Holasteron. Holasteron pusillum được Barbara C. Baehr miêu tả năm 2004.